# 20589 Hennyadmoni
A 20589 Hennyadmoni (ideiglenes jelöléssel 1999 RQ168) a Naprendszer kisbolygóövében található aszteroida. A LINEAR projekt keretében fedezték fel 1999. szeptember 9-én.